# Bezirksklasse Magdeburg-Anhalt 1938/39
De Bezirksklasse Magdeburg-Anhalt 1938/39 was het zesde voetbalkampioenschap van de Bezirksklasse Magdeburg-Anhalt, het tweede niveau onder de Gauliga Mitte en een van de drie reeksen die de tweede klasse vormden. FC Preußen Burg werd kampioen en nam deel aan de promotie-eindronde, maar moest hier 1. SV Gera en Sportfreunde Halle voor laten gaan, waardoor ze in Bezirksklasse bleven.

## Eindstand
| Plaats | Club                       | Wed. | Saldo | Ptn.  |
| ------ | -------------------------- | ---- | ----- | ----- |
| 1.     | FC Preußen 02 Burg         | 20   | 56:42 | 28:12 |
| 2.     | VfL Germania Wernigerode   | 20   | 61:31 | 27:13 |
| 3.     | Saxonia 07 Tangermünde     | 20   | 66:40 | 26:14 |
| 4.     | SV 09 Staßfurt             | 20   | 63:41 | 23:17 |
| 5.     | SV Wacker Bernburg         | 20   | 41:39 | 22:18 |
| 6.     | FC Germania Halberstadt    | 20   | 43:46 | 20:20 |
| 7.     | FC Viktoria 09 Stendal     | 20   | 44:47 | 19:21 |
| 8.     | MSC Preußen 99             | 20   | 47:56 | 18:22 |
| 9.     | SpVgg 04 Thale             | 20   | 38:54 | 14:26 |
| 10.    | FC 1915 Mildensee          | 19a  | 41:61 | 13:25 |
| 11.    | VfL Viktoria-Neustadt 1860 | 19a  | 26:69 | 8:30  |

|  | Kampioen, deelname promotie-eindronde |
|  | Trok zich na dit seizoen terug        |
|  | Degradatie naar 1. Kreisklasse        |

## Promotie-eindronde
De vier kampioenen van de 1. Kreisklasse namen het tegen elkaar op, de top twee promoveerde.
| Plaats | Club                    | Wed. | Saldo | Ptn. |
| ------ | ----------------------- | ---- | ----- | ---- |
| 1.     | SV 07 Bernburg          | 6    | 15:8  | 8:4  |
| 2.     | VfB Groß-Ottersleben    | 6    | 14:8  | 7:5  |
| 3.     | FC Askania Aschersleben | 6    | 10:15 | 6:6  |
| 4.     | VfB 07 Klötze           | 6    | 6:14  | 3:9  |

|  | Promotie naar Bezirksklasse Magdeburg-Anhalt 1939/40 |